# Чорний краб (фільм)
«Чорний краб» (швед. Svart krabba) — художній фільм режисера Адама Берга. У головній ролі виступила Нумі Рапас. Картина вийшла 18 березня 2022 року на стрімінговому сервісі Netflix.

## Сюжет
Швеція, недалеке майбутнє. Вже 5 років, як вирує Громадянська війна. Сторона конфлікту, яку представляє Кароліна Ед, стоїть на межі поразки. Щоб якось вплинути на сприятливий результат на фронті, вона отримує наказ разом із командою з шести бігунів донести таємничу капсулу на інший бік архіпелагу.
Її єдина мотивація, це побачити дочку, з якою її розлучили в перші дні війни. У тилу супротивника, на ковзанах по тонкому льоду і на морській поверхні, вона має подолати сотню миль, щоб досягти мети.

## В ролях
- Нумі Рапас — Кароліна Ед
- Якоб Офтебро — Нілунд
- Ардалан Есмаїлі — Карімі
- Дар Салім — Малік
- Ерік Енге — Гранвік

## Реліз
Прем'єра фільму відбулася 18 березня 2022 року на стримінговій платформі Netflix.